# つるや (靴屋)
株式会社つるやは、愛媛県松山市に本社を置く小売業者である。

## 概要
1902年（明治35年）創業、1948年（昭和23年）6月設立。
2016年3月現在、愛媛県を中心に高知県、徳島県、香川県、岡山県、広島県、福岡県に靴店を40店舗、百円ショップを71店舗、出店している。
自社名を冠した靴店「つるや」の他、百円ショップチェーン「ザ・ダイソー」のフランチャイズ経営も行う。

## 沿革
- 1902年（明治35年） - 創業者・鶴田福三郎が松山市北京町（現・松山市二番町）にて創業。
- 1908年（明治41年） - 大街道に移転。
- 1948年（昭和23年） - 有限会社つるや商会設立。
- 1966年（昭和41年） - 大街道ショッピング店に出店。
- 1971年（昭和46年） - 本店を新築増床オープン。
- 1976年（昭和51年） - 株式会社つるや設立。
- 1980年（昭和55年） -「シューズカンパニー」出店。
- 1985年（昭和60年） - チヨダと業務提携、郊外型店舗「ザ・シューズ」(※東京靴流通センターの前身)の第一号店となる久米店を出店。
- 1993年（平成 5年） - 大創産業と業務提携、100円ショップ「ザ・ダイソー」を出店。
- 2004年（平成16年） - 中国地方に進出。

## 運営店の一覧
- つるや（トータルショップ）
- シューズカンパニー（小型トータルショップ）
- アスリートロッカー（ストリートファッション）
- アウトレットトライ（スニーカー専門店）
- 100円ショップダイソー
- PLAZA

## 関連会社
- 株式会社サウザンドショー